# El Pont d'Armentera
El Pont d'Armentera és una vila i municipi de la comarca de l'Alt Camp.

## Geografia
- Llista de topònims del Pont d'Armentera (Orografia: muntanyes, serres, collades, indrets..; hidrografia: rius, fonts...; edificis: cases, masies, esglésies, etc).

Dins el seu terme es troba el nucli de població de Selmella.

## Història
Els primers pobladors van ser els romans, que s'hi van assentar en construir-se l'aqüeducte que nodria d'aigua la ciutat de Tàrraco, que comença uns quilòmetres riu Gaià amunt.
Va formar part de la Vegueria de Vilafranca fins al 1716. Després va passar a formar part del Corregiment de Vilafranca des del 1716 fins al 1833.

## Economia
El 1970 la seva renda anual mitjana per capita era de 102.957 pessetes (618,78 euros).
El 1983 el terme municipal d'Armentera comptava amb unes 40 explotacions agràries d'entre 0 i 5 hectàrees, unes 67 d'entre 5 i 50 hectàrees i 6 explotacions d'entre 50 i 200 hectàrees.

## Demografia
| 1497 f | 1515 f | 1553 f | 1717 | 1787  | 1857  | 1877  | 1887  | 1900 | 1910 |
| ------ | ------ | ------ | ---- | ----- | ----- | ----- | ----- | ---- | ---- |
| 20     | 23     | 40     | 464  | 1.051 | 1.383 | 1.264 | 1.292 | 896  | 992  |

| 1920 | 1930 | 1940 | 1950 | 1960 | 1970 | 1981 | 1990 | 1992 | 1994 |
| ---- | ---- | ---- | ---- | ---- | ---- | ---- | ---- | ---- | ---- |
| 955  | 836  | 745  | 788  | 712  | 692  | 584  | 628  | 580  | 580  |

| 1996 | 1998 | 2000 | 2002 | 2004 | 2006 | 2008 | 2010 | 2012 | 2014 |
| ---- | ---- | ---- | ---- | ---- | ---- | ---- | ---- | ---- | ---- |
| 582  | 564  | 576  | 541  | 571  | 580  | 606  | 597  | 605  | 561  |

| 2016 | 2018 | 2020 | 2022 | 2024 | 2026 | 2028 | 2030 | 2032 | 2034 |
| ---- | ---- | ---- | ---- | ---- | ---- | ---- | ---- | ---- | ---- |
| 515  | 512  | 488  | 492  | 498  | -    | -    | -    | -    | -    |

## Política

### Eleccions municipals del 2011
| Candidatura | Candidatura                                              | Cap de llista | Vots | Regidors | % vots |
| ----------- | -------------------------------------------------------- | ------------- | ---- | -------- | ------ |
|             | Partit dels Socialistes de Catalunya - Progrés Municipal |               | 183  | 4        | 50.41% |
|             | Convergència i Unió                                      |               | 168  | 3        | 46.28% |
|             | En blanc                                                 |               | 12   |          | 3.31%  |
| Total       | Total                                                    | 373           | 373  | 7        |        |

## Llocs d'interès
- Castell de Selmella, obra romànica del segle X declarada Bé Cultural d'Interès Nacional

## Fills il·lustres
- Josep Alemany (segle xix) músic.